# Amphi Festival
Amphi Festival – duży festiwal muzyczny odbywający się corocznie podczas trzeciego weekendu lipca w Kolonii w Niemczech. Głównym sponsorem jest niemiecki magazyn muzyczny Orkus.

## Historia
Pierwsza edycja festiwalu odbyła się w 2005 roku w amfiteatrze w Gelsenkirchen, było to jednodniowe wydarzenie, jednak od następnej festiwal został przeniesiony do Tanzbrunnen w Kolonii, stając się dużą dwudniową imprezą. Na koncertach odbywających się na dwóch scenach, jednej na otwartym powietrzu i drugiej w zamkniętym pomieszczeniu, podczas dwóch dni prezentuje się kilkudziesięciu wykonawców rozmaitych gatunków muzycznych. Występują wykonawcy reprezentujący takie nurty jak electro, futurepop, medieval rock, industrial, czy noise. Obecni są również przedstawiciele mrocznych gatunków muzycznych takich jak gothic rock, czy dark wave.
Podczas festiwali odbywa się też program dyskotekowy, a także pokazy literackie i teatralne. Teatr był wykorzystywany jako scena wewnętrzna aż do roku 2009, kiedy to jego rola została zmieniona wyłącznie do wyświetlania filmów i nagrań DVD zespołów występujących na festiwalu. Rolę sceny wewnętrznej przejęła wtedy na jeden dzień Rheinparkhalle, jednak po incydencie podczas koncertu Feindflug (zawalił się dwumetrowy fragment sufitu, nikt nie odniósł obrażeń, opóźnił się tylko występ Laibach) scenę przeniesiono ponownie do teatru.
W roku 2013 do scen na festiwalu dołączył pływający po Renie katamaran MS Rheinenergie. Znalazło się na nim miejsce dla liczącej 1111 osób widowni biorących udział w muzycznym party oraz kilku zespołów występujących na żywo.
W roku 2014 odbyła się ostatnia edycja festiwalu w Tanzbrunnen. Organizatorzy ze względu na fakt imponującej frekwencji na festiwalu (piąty raz z rzędu zabrakło biletów dla wszystkich chętnych) postanowili przenieść imprezę w 2015 roku do Lanxess Arena. Dodatkowymi powodami podawanymi przez organizatorów były też problemy z akustyką i wentylacją poprzedniego miejsca. Przenosiny nie okazały się udane, dodatkowo w trakcie imprezy w teren wydarzenia uderzył orkan Zeljko, kompletnie dezorganizując występy zespołów, część została nawet odwołana. W tej sytuacji 3 marca 2016 organizatorzy ogłosili, że festiwal powraca do Tanzbrunnen, jednak ze względów organizacyjnych liczba widzów została ograniczona do 12 000. Również kolejna edycja (2017) anonsowana jest w Tanzbrunnen oraz na MS Rheinenergie.
Magazyn Orkus jako główny sponsor wydaje corocznie pod koniec roku DVD z zapisem występów na festiwalu.

## Lokalizacja i frekwencja festiwalu
- 2005 – ok. 4500 – Gelsenkirchen – Amfiteatr
- 2006 – ok. 7500 – Kolonia – Tanzbrunnen
- 2007 – ok. 9000 – Kolonia – Tanzbrunnen
- 2008 – ok. 12 000 – Kolonia – Tanzbrunnen
- 2009 – ok. 13 000 – Kolonia – Tanzbrunnen
- 2010 – ok. 16 000 – Kolonia – Tanzbrunnen
- 2011 – ok. 16 000 – Kolonia – Tanzbrunnen
- 2012 – ok. 16 000 – Kolonia – Tanzbrunnen
- 2013 – ok. 16 000 – Kolonia – Tanzbrunnen
- 2014 – ok. 16 000 – Kolonia – Tanzbrunnen
- 2015 – ok. 16 000 – Kolonia – Lanxess Arena
- 2016 – ok. 12 000 – Kolonia – Tanzbrunnen

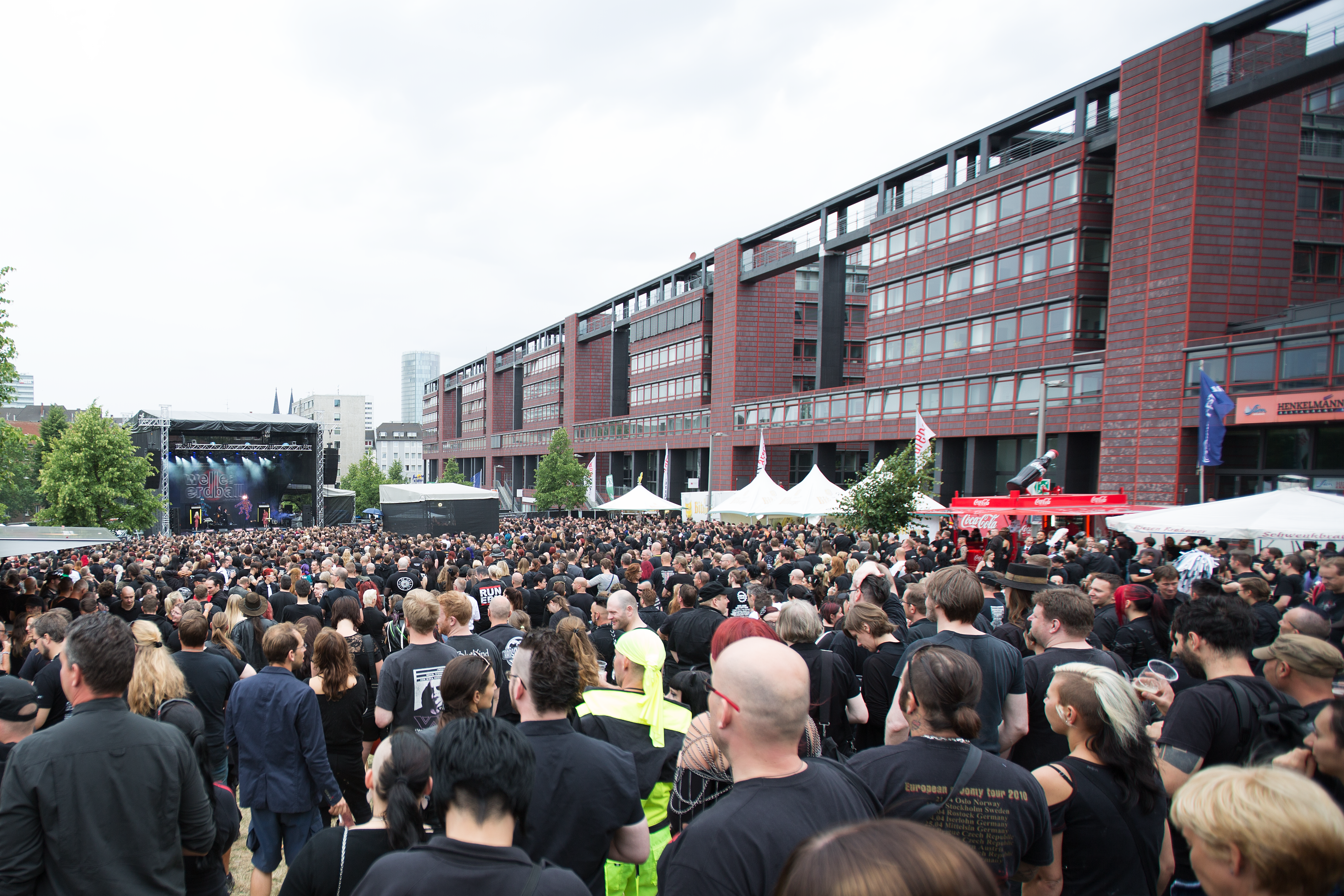
Widok na Green Stage Amphi Festival 2015
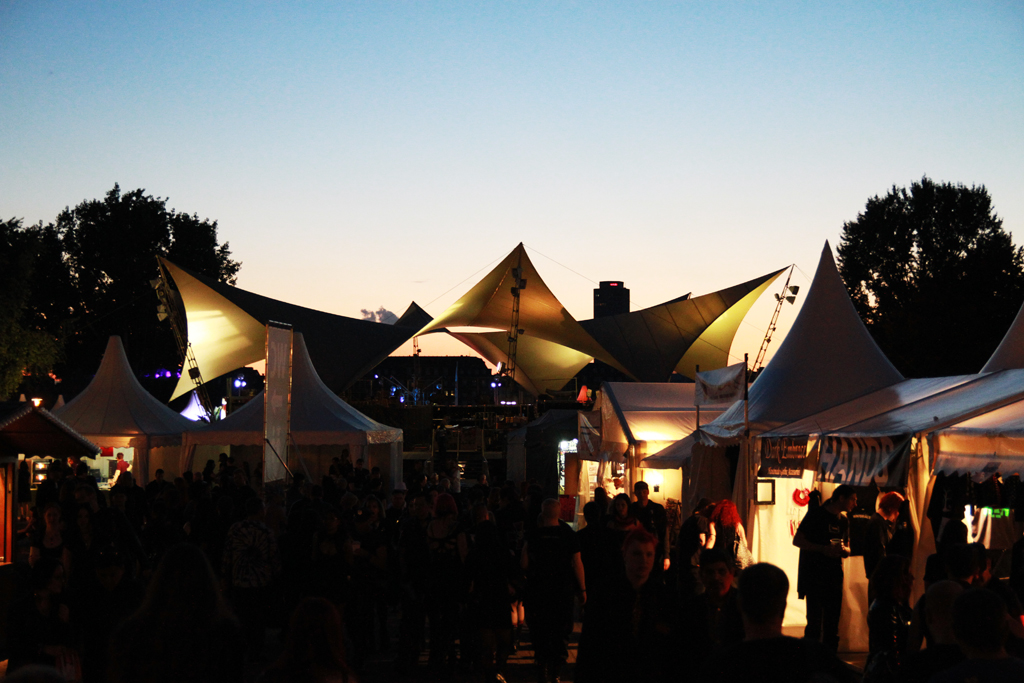
Widok na centralną scenę Amphi Festiwal
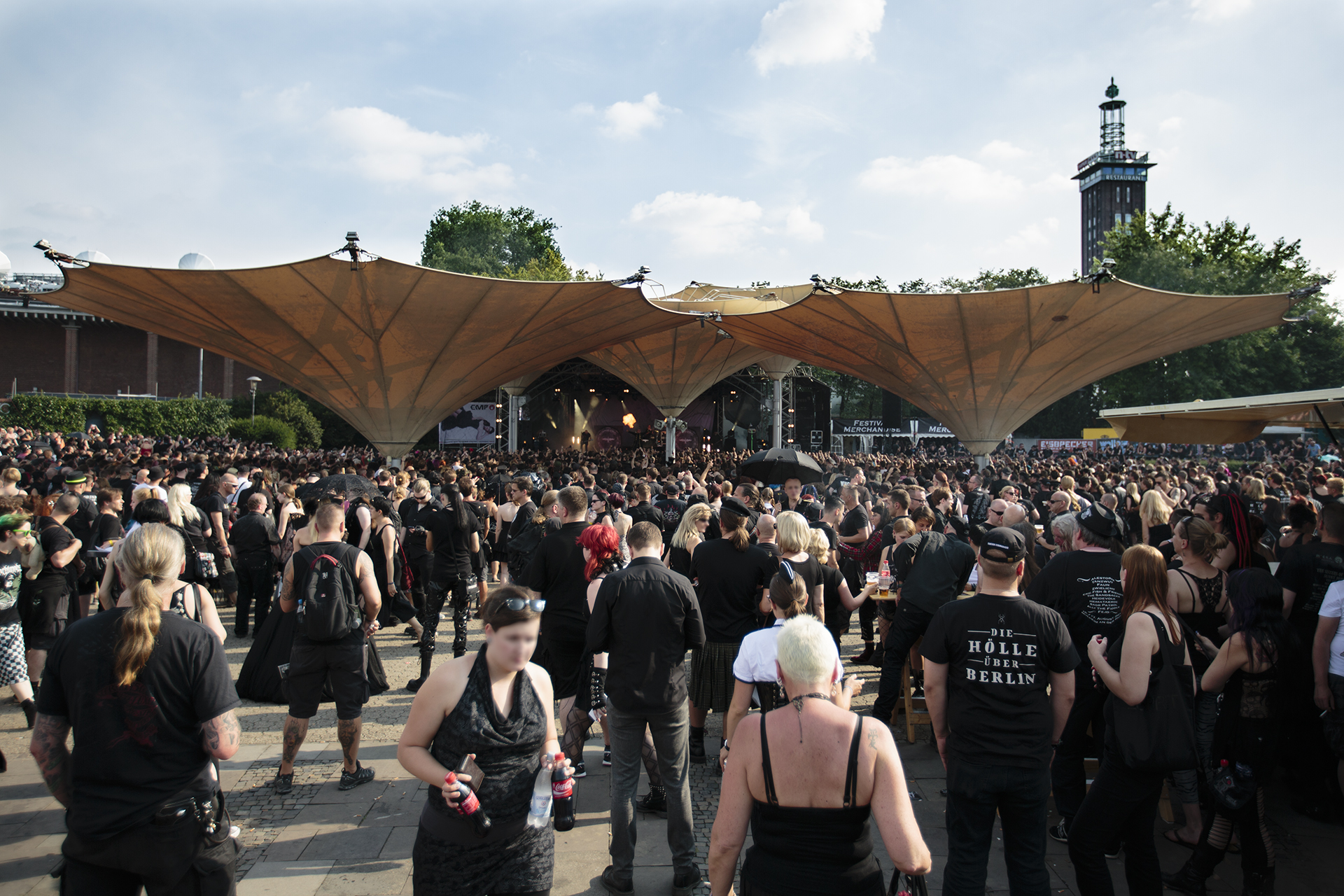
Główna scena Amphi Festiwal 2014
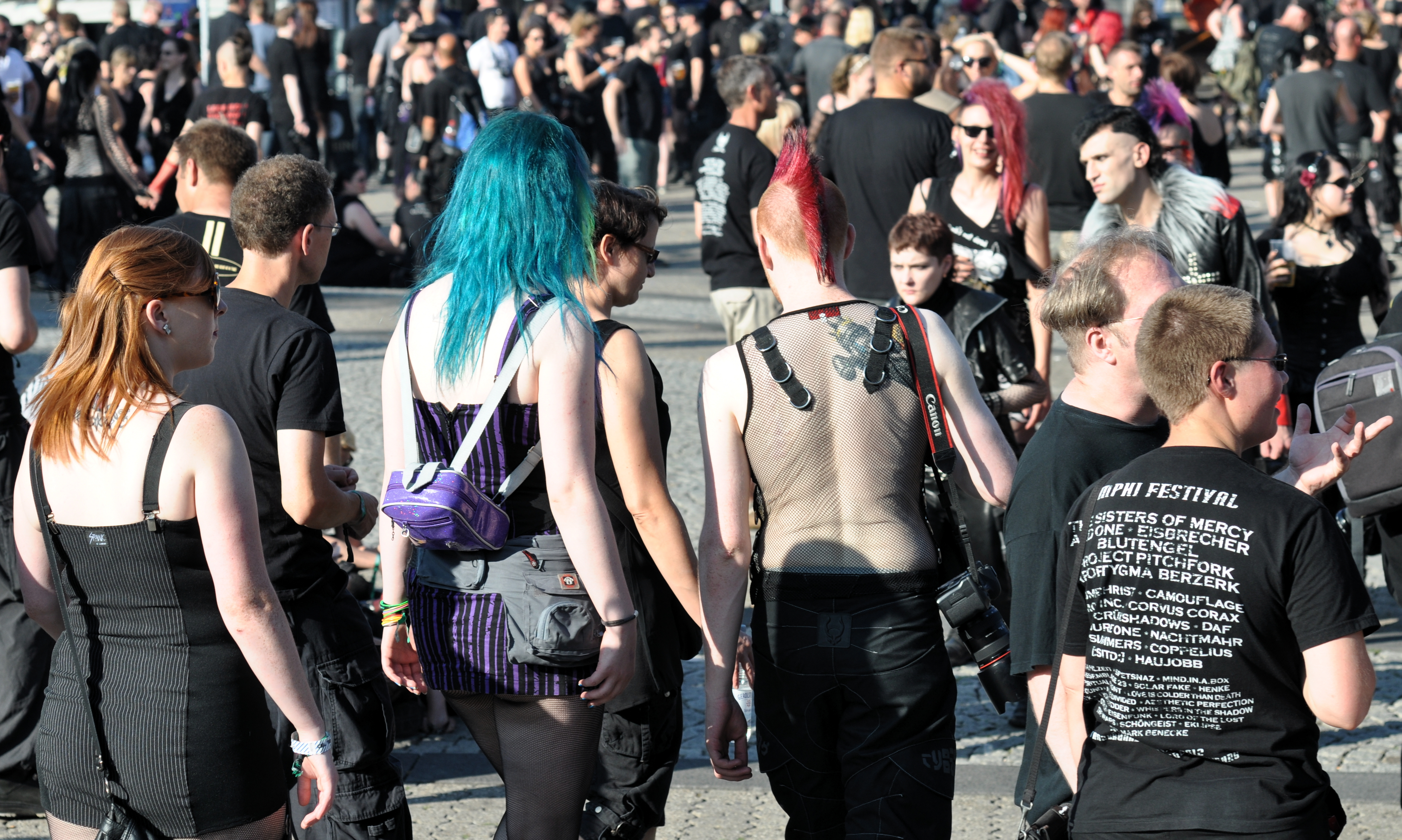
Uczestnicy Amphi Festiwal 2013
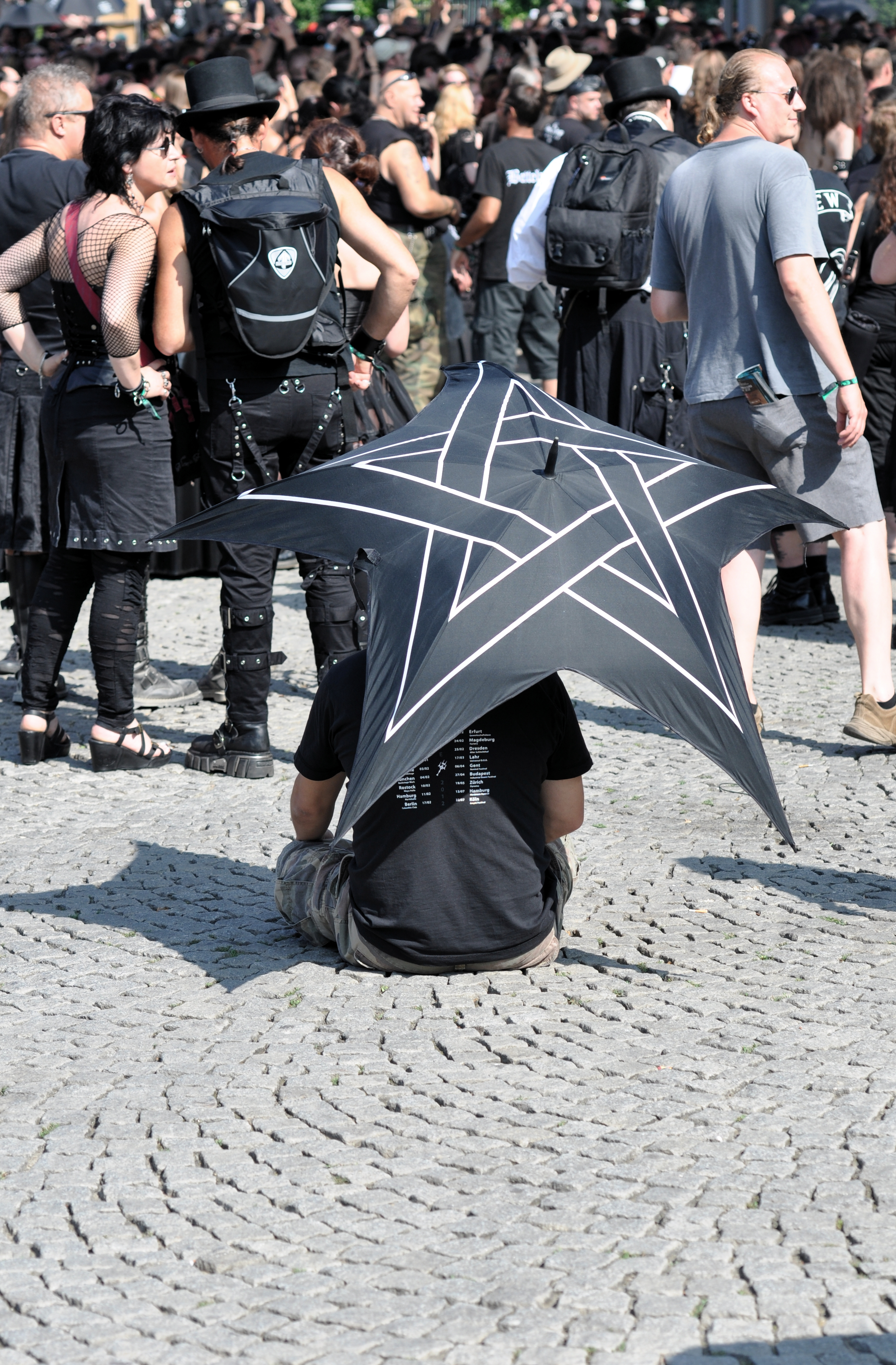
Uczestnicy Amphi Festiwal 2013

## Zespoły występujące na festiwalu

### 2005–2009[10]
- 2005: Blutengel, Camouflage, Client, Die Krupps, Goethes Erben, In Extremo, Lacrimas Profundere, Unheilig, Project Pitchfork, Psyche, Staubkind, Suicide Commando, This Morn’ Omina, Welle: Erdball, Zeraphine
- 2006: And One, Calmando Qual, Cephalgy, Christian von Aster, Combichrist, Diary of Dreams, DJ Elvis (The Memphis), DJ Mike K., DJ Nightdash + DJ Marco, DJ Oliver Hölz, DJ Ronny, DJ X-X-X, Dope Stars Inc., Faun, Fixmer/McCarthy, Frozen Plasma, Letzte Instanz, Lola Angst, Negative, Oswald Henke, Samsas Traum, Schandmaul, Subway to Sally, The 69 Eyes, The Retrosic – DJ Set, This Morn’ Omina, Unheilig, VNV Nation, Welle: Erdball
- 2007: Apoptygma Berzerk, ASP, Bloodpit, Diorama, DJ Dalecooper, Down Below, Dreadful Shadows, Eisbrecher, Emilie Autumn, Feindflug, Fetisch:Mensch, Front 242, Front Line Assembly, Funker Vogt, Heimatærde, Imatem, Katzenjammer Kabarett, Krypteria, Mesh, Obscenity Trial, P·A·L, Portion Control, Saltatio Mortis, Samsas Traum, Sonar, Spetsnaz, Subway to Sally, Trial, Unheilig, Untoten, Winterkälte, Xotox, Zeromancer
- 2008: And One, Ashbury Heights, Cinderella Effect, Cinema Strange, Clan of Xymox, Combichrist, Covenant, Das Ich, Deine Lakaien, Diary of Dreams, Die Krupps, Eisbrecher, Grendel, Haujobb, L’Âme Immortelle, Lacrimas Profundere, Letzte Instanz, Mediæval Bæbes, Mina Harker, Nachtmahr, Noisuf-X, Oomph!, Project Pitchfork, Rotersand, Soko Friedhof, Spectra Paris, Spiritual Front, Suicide Commando, Tactical Sekt, The Klinik, The Lovecrave, Welle: Erdball, Zeraphine, Zeromancer
- 2009: Absolute Body Control, Agonoize, Auto-Auto, Camouflage, Coppelius, Covenant, Delain, Diorama, Eisbrecher, Feindflug, Fields of the Nephilim, Front 242, Henke, Hocico, Jesus on Extasy, Jäger 90, KMFDM, Laibach, Leæther Strip, Mantus, Marsheaux, Omnia, Panzer AG, Qntal, Rosa Crux, Saltatio Mortis, Scandy, Solar Fake, The Birthday Massacre, The Other, Unheilig, Xotox

### 2010–2014[10]
- 2010: And One, Anne Clark, Ashbury Heights, ASP, Blitzkid, Blutengel, Combichrist, Coppelius, Destroid, Diary of Dreams, DIN (A) Tod, Eisbrecher, End of Green, Escape With Romeo, Ext!ze, Faderhead, Frank the Baptist, Front Line Assembly, Funker Vogt, Leaves’ Eyes, Letzte Instanz, Mesh, Miss Construction, Mono Inc., Nachtmahr, Project Pitchfork, Rabia Sorda, Samsas Traum, Skinny Puppy, Solitary Experiments, The Crüxshadows, VNV Nation, Welle: Erdball
- 2011: Agonoize, Clan of Xymox, Covenant, Das Ich, Deine Lakaien, Der Fluch, De/Vision, Die Krupps, Diorama, Dreadful Shadows, Feindflug, Frozen Plasma, Die Funkhausgruppe, Grendel, Hocico, In Strict Confidence, In the Nursery, Kirlian Camera, Klangstabil, Leæther Strip, Melotron, mind.in.a.box, Nitzer Ebb, Ordo Rosarius Equilibrio, Persephone, Rome, Saltatio Mortis, Samsas Traum, She's All That, Staubkind, Subway to Sally, Suicide Commando, Tanzwut, Winterkälte, [x]-Rx, Zeraphine
- 2012: 18 Summers, Aesthetic Perfection, A Life Divided, And One, Apoptygma Berzerk, Assemblage 23, Blutengel, Camouflage, Combichrist, Conjure One, Coppelius, Corvus Corax, DAF, Eisbrecher, Eisenfunk, Eklipse, Haujobb, Henke, Lord of the Lost, Love Is Colder Than Death, mind.in.a.box, Mono Inc., Nachtmahr, Project Pitchfork, Schöngeist, Seabound, [:SITD:], Solar Fake, Spetsnaz, Spiritual Front, Stahlzeit, The Crüxshadows, The Other, The Sisters of Mercy, The Wars, Tyske Ludder, Whispers in the Shadow, [X]-Rx
- 2013: Agonoize, Alice Neve Fox, Alien Sex Fiend, A Life Divided, Anne Clark, Atari Teenage Riot, Ben Ivory, Chrom, De/Vision, Diary of Dreams, Die Form, Dunkelschön, Escape With Romeo, Fabrik C, Faderhead, Faun, Fields of the Nephilim, Frozen Plasma, Funker Vogt, Grendel, Icon of Coil, Letzte Instanz, Oomph!, Peter Heppner, Phillip Boa and the Voodooclub, Rome, Rosa Crux, Santa Hates You, Solitary Experiments, Stahlmann, Suicide Commando, Tanzwut, The Beauty of Gemina, Tyske Ludder, Umbra et Imago, VNV Nation, Welle: Erdball, Wesselsky, Xotox, [X]-Rx
- 2014: Aesthetic Perfection, Apoptygma Berzerk, Blutengel & The Monument Ensemble, Burn (akustycznie), Camouflage, Centhron, Clan of Xymox, Corde Oblique, Corvus Corax, Der Tod, Die Krupps, Ecki Stieg, Eisbrecher, Front 242, Hocico, In the Nursery, Janus, Klangstabil, Lacrimosa, London After Midnight, Lord of the Lost, Maerzfeld, Markus Heitz, Mesh, Midge Ure, Mono Inc., Nachtmahr, Noisuf-X, Persephone, Phosgore, Project Pitchfork, Rotersand, She Past Away, Solar Fake, The Juggernauts, The Klinik, The Neon Judgement, The Exploding Boy, Torul, Unzucht, Vic Anselmo, Zeromancer

### od 2015[10]
- 2015: Aeon Sable, Agonoize, And One, Centhron, Chrom, Combichrist, DAF, Darkhaus, Das Ich, Der Fluch, Diary of Dreams, Diorama, Euzen, Folk Noir, Front 242, Goethes Erben, Henric de la Cour, Inkubus Sukkubus, Lebanon Hanover, Neuroticfish, Oomph!, Patenbrigade:Wolff, Pokemon Reaktor, Rabia Sorda, Rome, Samsas Traum, Schöngeist, [:SITD:], Sonja Kraushofer, S.P.O.C.K, Stahlmann, The Birthday Massacre, The Creepshow, The Crüxshadows, The Devil & The Universe, The Mission, VNV Nation, Welle: Erdball, Wesselsky, [X]-Rx, Zeraphine
- 2016: Aesthetic Perfection, Angels & Agony, Beyond Obsession, Bloodsucking Zombies from Outer Space, Blutengel, Coppelius, Covenant, Cryo, Laura Carbone, Der Fluch, Dive, Editors, Escape With Romeo, Ewigheim, Faderhead, Front Line Assembly, Joachim Witt, Lebanon Hanover, L’Âme Immortelle, Mantus, Megaherz, Mono Inc., Moonspell, Neuroticfish, Nosferatu, One I Cinema, Ost+Front, Peter Heppner, Project Pitchfork, Solar Fake, Solitary Experiments, Spetsnaz, Spiritual Front, Stahlzeit, Suicide Commando, Tarja Turunen, The Beauty of Gemina, The Devil & The Universe, Tüsn, Unzucht, Welle: Erdball, Whispers in the Shadow, [X]-Rx, XMH, Xotox